# Мінаєвка
Міна́євка (рос. Минаевка) — село у складі Асінівського району Томської області, Росія. Входить до складу Новоніколаєвського сільського поселення.

## Населення
Населення — 633 особи (2010; 795 у 2002).
Національний склад (станом на 2002 рік):
- росіяни — 96 %